# Ove König
Nils Ove (Ove) König (Askersund, 25 juni 1950 –  Alingsås 23 juli 2020) was een Zweeds schaatser. Hij was gespecialiseerd op de sprint afstanden.
Vanaf de eerste wereldkampioenschap sprint in 1970 deed Ove König mee. Een jaar later werd hij tweede achter Erhard Keller. In 1973 stapte König over naar de profbond ISSL waar hij in dat jaar nog een bronzen medaille won.

## Records

### Persoonlijke records
| Afstand    | Tijd    | Datum            | Baan      |
| ---------- | ------- | ---------------- | --------- |
| 500 meter  | 38,4    | 8 januari 1972   | Davos     |
| 1000 meter | 1.19,2  | 20 februari 1971 | Inzell    |
| 1500 meter | 2.09,2  | 31 januari 1971  | Oslo      |
| 3000 meter | 4.49,3  | 20 februari 1968 | Vedevåg   |
| 5000 meter | 8.32,7  | 8 maart 1969     | Strömsund |
| 1000 meter | 17.53,4 | 9 maart 1969     | Strömsund |

### Wereldrecords laaglandbaan (officieus)
| Nr. | Afstand   | Tijd  | Datum        | Baan     |
| --- | --------- | ----- | ------------ | -------- |
| 1.  | 500 meter | 39,10 | 3 maart 1971 | Notodden |

## Resultaten
| Jaar | Olympische Spelen | WK Sprint |
| ---- | ----------------- | --------- |
| 1970 |                   | 8e        |
| 1971 |                   | Zilver    |
| 1972 | 7e 500m           | 5e        |

### Medaillespiegel
| Kampioenschap     | Goud | Zilver | Brons |
| ----------------- | ---- | ------ | ----- |
| Olympische Spelen | 0    | 0      | 0     |
| WK Sprint         | 0    | 1      | 0     |